# 李漢 (成化進士)
李漢（1453年—？），字充昭，號方塘，江西南昌府豐城縣人，軍籍，明朝政治人物。

## 生平
成化十三年（1477年）丁酉科江西鄉試第十八名舉人。成化二十三年（1487年）中式丁未科會試第一百三十七名，二甲第五十六名進士。改翰林院庶吉士，弘治二年（1489年）十一月授刑科給事中，八年四月升工科右，九年七月升本科左，十年十一月升工科都，卒于官。

## 家族
曾祖李伯行；祖父李彥，國子生；父李咨志，母羅氏。重庆下。